# 豊川市警察
豊川市警察（とよかわしけいさつ）はかつて存在した愛知県豊川市の自治体警察である。

## 概要
従来の愛知県警察部が解体され、警察部に属していた旧豊川警察署に代わって、1948年（昭和23年）3月7日に豊川市域を管轄する豊川市警察が設置された。
1954年（昭和29年）に新警察法が公布された。これにより国家地方警察と自治体警察は姿を消し、新たに都道府県警察として愛知県警察本部が発足。豊川市警察も愛知県警察に統合。国家地方警察宝飯地区警察署の管轄地を含めたかたちで、愛知県警察傘下の警察署として豊川警察署が発足した。

### 警察署
- 豊川市警察署